# Hemerocampa gulosa
Hemerocampa gulosa är en fjärilsart som beskrevs av Edwards 1881. Hemerocampa gulosa ingår i släktet Hemerocampa och familjen tofsspinnare. Inga underarter finns listade i Catalogue of Life.